# Mark Coffey
Mark Coffey (* 1990 in Glasgow, Schottland) ist ein schottischer Wrestler. Er steht derzeit bei der WWE unter Vertrag und tritt regelmäßig in deren Show NXT UK auf. Sein bislang größter Erfolg war der Erhalt der NXT UK Tag Team Championship.

## Wrestling-Karriere

### Free Agent (2010–2018)
Er debütierte 2010 als Wrestler für die unabhängige Promotion World Wide Wrestling League. Sein erstes Match, das er am 21. Januar 2012 als Mark Anthony Coffey debütierte, fand auf dem ICW 1st Annual Square Go! In einer Battle Royal statt. In der Zeit bei ICW gewann er vier Mal den ICW Tag Team Championship und drei Mal den ICW Zero-G Championship. Bis zu seinem Arrangement mit der WWE rang er noch für diverse andere Promotions, wie Pro Wrestling Elite, Target Wrestling und Scottish Wrestling Alliance. Auch hier gewann er einige Titel.

### World Wrestling Entertainment (seit 2018)
Sowohl er als auch sein Bruder debütierten am 10. Juni 2018 während der dritten Hausshow von NXT At Download als The Coffey Brothers. In dieser Nacht besiegten sie das NXT Tag Team Heavy Machinery Otis Dozovic & Tucker Knight. Während der NXT UK Tapings am 28. Juli verlor Coffey gegen Morgan Webster. Während der folgenden NXT UK Tapings besiegten die Coffey Brothers gemeinsam mit Wolfgang Ashton Smith, Morgan Webster und Mark Andrews. Während der NXT UK Tapings am 25. August kämpfte Coffey zusammen mit Wolfgang in einem Tag Team Match gegen British Strong Style Pete Dunne & Tyler Bate. Zwei Monate später kehrte Coffey, während der NXT UK Tapings am 14. Oktober zu NXT UK zurück, wo er zusammen mit Wolfgang Ashton Smith & Ligero besiegte. Am 2. Februar 2020 verlor er ein Match gegen Walter.
Am 4. Oktober 2019 gewann er zusammen mit Wolfgang die NXT UK Tag Team Championship. Hierfür besiegten sie South Wales Subculture Morgan Webster und Mark Andrews. Die Regentschaft hielt 510 Tage und verloren die Titel am 25. Februar 2021 an Pretty Deadly Sam Stoker und Lewis Howley. Am 23. Juni 2022 gewann er bei den Aufzeichnungen von NXT UK die NXT UK Heritage Cup Championship, hierfür besiegte er Noam Dar in einem 2-out-of-3-Falls-Match. Die Regentschaft hielt 14 Tage und verlor den Titel, schlussendlich am 7. Juli 2022 bei den Aufzeichnungen von NXT UK zurück an Noam Dar.
Am 4. Februar 2023 gewann er zusammen mit Mark Coffey bei NXT Vengeance Day (2023) die NXT Tag Team Championship, hierfür besiegten sie The New Day Kofi Kingston und Xavier Woods. Die Regentschaft hielt 176 Tage und verloren die Titel, schlussendlich am 30. Juli 2023 bei NXT Great American Bash (2023) an Channing Lorenzo und Tony D’Angelo.

## Titel und Auszeichnungen
- World Wrestling Entertainment
  - NXT Tag Team Championship (1×) mit Wolfgang
  - NXT UK Tag Team Championship (1×) mit Wolfgang
  - NXT UK Heritage Cup Championship (1×)

- Insane Championship Wrestling
  - ICW Tag Team Championship (4×) mit Jackie Polo
  - ICW Zero-G Championship (3×)

- Pro Wrestling Elite
  - PWE Tag Team Championship (1×) mit Jackie Polo

- Scottish Wrestling Alliance
  - Scottish Heavyweight Championship (1×)
  - SWA Tag Team Championship (3×) mit Jackie Polo (2) und Joe Coffey (1)

- Target Wrestling
  - Target Wrestling Tag Team Championship (1×) mit Jackie Polo

- World Wide Wrestling League
  - W3L Tag Team Championship (1×) mit Joe Coffey

- Pro Wrestling Illustrated
  - Nummer 178 der Top 500 Wrestler in der PWI 500 in 2019